# David Palmer
David Palmer kitalált szereplő, akit Dennis Haysbert játszott a 24 című sorozatban. Ő az Amerikai Egyesült Államok elképzelt első afroamerikai elnöke. Többször is merényletet kísérelnek meg ellene, és van, hogy erőszakkal próbálják meg eltávolítani a hatalomból.

## Szereplése
|  | Alább a cselekmény részletei következnek! |

### David Palmer szerepe az első évadban
David Palmert nem kíméli az 1. évad. Mindamellett hogy szerb terroristák bizonyos Drazenek mindent megtesznek azért, hogy ne tudja meg az elnöki előválasztás eredményeit. Teszik ezt azért, mert David mint a biztonsági tanács egyik irányítója (napra pontosan) két évvel az évad előtt likvidálási parancsot adott ki a Drazen testvérek apja, bizonyos Victor Drazen ellen; Davidnek a családjával is meggyűlik a baja, ugyanis kiderül, hogy fia benne volt egy gyilkosságban, és ezt lánya és felesége is tudta. Az nyilvánvaló, hogy ha ez kiderül, az nem lesz jó hatással a választási eredményére. Már ha persze, megéri a hivatalba lépését. Azért néhány jó dolog is történik vele, például megismeri Jack Bauert, akinek személyében igaz barátra lel, és annyi idő után végre tisztán láthatja kiben bízhat, és kiben nem.

### David Palmer a második évadban
David Palmer immáron az USA elnöke. Az évad elején éppen fiával horgászik, amikor telefonértesítést kap egy esetleges bombatámadásról. Az események hihetetlen mértékben felgyorsulnak az északi regionális védelmi központban (ugyanis David az évad nagy részét itt tölti). Árulások, halálozások és tulajdonképpen minden, amit csak el lehet képzelni, és bár az atomtámadás veszélye lassan elhárul, David Palmer nem sejti, hogy a java még hátra van.  Arra legmerészebb álmában sem gondol, hogy a bajok olyan mélyen gyökereznek, és arra sem, hogy eljön az az óra is, amikor ismét szembe kell nézzen exfeleségével és kabinetfőnökével.

### David Palmer a harmadik évadban
David Palmer túlélte az ellene irányuló merényletet, így még mindig az USA elnöke, de már éppen kitöltötte 4 éves ciklusát. Újraválasztási kampányán dolgozik új kabinetfőnökével, Whain Palmerrel, aki a féltestvére is egyben. Hamar kiderül azonban, hogy ez a nap nemcsak egy választási vitáról fog szólni az ellenjelölttel John Killerrel, hanem annál sokkal többről is, mivel értesítést kap egy harcászati vírusról, amit terroristák fejlesztettek ki, és az USA-nak címezték. Eközben Davidnek ismét akadnak magánéleti problémái is, ugyanis szerelmi szálak fűzik orvosához, akinek exférje nem egykönnyen törődik bele a válásba.
A csavarok a történetben itt sem késnek sokat, s talán a nap megpróbáltatásai miatt David Palmer a 24. órában úgy dönt, hogy nem indul az újraválasztásért.

### David Palmer a negyedik évadban
David Palmer már nem az Egyesült Államok elnöke. A rivaldafénybe akkor kerül ismét, amikor John Killer elnök terrortámadás áldozata lesz, és a helyébe lépő Chars Logen sehogy sem tudja uralni a helyzetet.
David hamarosan ideiglenesen átveszi az irányítást, de rögtön olyan komoly szituációban találja magát, amit csak kitartó munkával tud kezelni barátja, Jack Bauer segítségével. Az évad végén segít Jacknak elmenekülni, miután részben az ő hibájából Jacket üldözni kezdik a kínaiak.

### David Palmer az ötödik évadban
David Palmer tulajdonképpen csak az első részben szerepel. Éppen öccsével, Whain Palmerrel dolgozik egy beszédén, amikor Whain megkérdezi tőle, mi a baja, olyan furcsán viselkedik, mire David azt feleli, csak fáradt.
Whain ismét felteszi ugyanezt a kérdést, de David Palmer már nem tud rá válaszolni, mert egy, a szomszédos házban elbújt mesterlövész nyakon lövi, és mire a mentők odaérnek, már semmit sem tehetnek érte. Bár jó ideig Jack Bauerre kenik az ügyet, az évad végére kiderül, hogy David Palmer halála valami sokkal nagyobb tervnek a része.